# Buone notizie dal Vaticano (antologia autori vari)
Buone notizie dal Vaticano è un'antologia di racconti fantascientifici di vari autori pubblicata in Italia il 22 luglio 1973 nella collana fantascientifica Urania (n. 623). Il volume raccoglie alcuni dei racconti pubblicati in due antologie uscite negli Stati Uniti nel 1971 e nel 1973: rispettivamente, Universe 1 e Universe 2, curate entrambe da Terry Carr. All'epoca il racconto che dà il titolo alla raccolta innestò un piccolo scandalo, dato che descriveva l'elezione di un papa robotico.
Con lo stesso titolo è stata in seguito pubblicata in Italia una diversa antologia, con soli racconti di Robert Silverberg (tra cui quello del titolo, uno degli unici due in comune), nel 1979.

## Titoli
- Buone notizie dal Vaticano (Good News from Vatican, 1971), di Robert Silverberg; traduzione di Ursula Olmini Soergel (Premio Nebula per il miglior racconto breve 1971)
- Da scimmia a scimmia (Stalking the Sun, 1972), di Gordon Eklund; traduzione di Hilia Brinis
- Retroindagine criminale (Time Exposures, 1971), di Wilson Tucker; traduzione di Ursula Olmini Soergel
- Tutte le ultime guerre insieme (All the Last Wars at Once, 1971), di George Alec Effinger; traduzione di Ursula Olmini Soergel
- Mina temporale (Retroactive, 1972), di Bob Shaw; traduzione di Hilia Brinis
- Servizio funebre (Funeral Service, 1972), di Gerard F. Conway; traduzione di Hilia Brinis
- Parole parole (A Special Condition in Summit City, 1972), di R.A. Lafferty
traduzione di Hilia Brinis
- Frasi utili per il turista (Useful Phrases for the Tourist, 1972), di Joanna Russ; traduzione di Hilia Brinis
- I mostri dell'isola (My Head's in a Different Place, Now, 1972), di Grania Davis; traduzione di Hilia Brinis
- Quando andammo a vedere la fine del mondo (When We Went to See the End of the World, 1972), di Robert Silverberg; traduzione di Hilia Brinis

## Edizioni
- Terry Carr (a cura di), Universe 1; Universe 2, 1971-1972.
- Terry Carr (a cura di), Buone notizie dal Vaticano, collana Urania n° 623, Arnoldo Mondadori Editore, 1973,  p. 168.